# 競馬雑誌
競馬雑誌（けいばざっし）とは競馬を専門に取り扱う雑誌であり、競馬専門誌（けいばせんもんし）とも呼ばれる。

## 歴史

### 戦前まで
日本における最初の競馬雑誌は、1907年（明治40年）に発行された「競馬雑誌」と「馬匹世界」だと言われている。
内容は各地で開催された競馬の観戦記や競走結果、競馬界のニュースなどが中心で競馬に関する読み物のほか乗馬や馬産に関する記事も掲載していたが、月刊誌ゆえに予想記事は掲載できなかったのは止むを得なかった。馬券発売の停止に伴い、両誌ともに廃刊となった。
1916年（大正5年）には九州地方を中心とした馬産や競馬に関する記事を掲載した「九州馬事月報」が福岡県で創刊され、翌年には東京で「馬之友」が創刊された。「馬之友」は内容はかつての「競馬雑誌」と同様だが、俳句なども掲載されていた。
1921年（大正10年）には「馬の世界」（当初は「馬」）が創刊された。こちらも内容的にはそれまでの各誌と差はなく、発行部数は少なかったという。
1926年（大正15年）に「競馬ファン」という雑誌が創刊された。最近まで発行されていた競馬専門紙「競馬ファン」とは直接的な繋がりはない。馬券復活後の発刊ながら当初は競馬予想に重きを置いていなかったために売り上げは良くなかったが、次第に勝馬予想を中心とした記事にシフトして行ったこともあって売り上げも安定していった。ほぼ同時期に「競馬界」も創刊されている。
1931年（昭和6年）、「競馬ファン」が会員向けに郵送する形で発行していたガリ版新聞の「日刊競馬ニュース」を、勝馬予想記事を中心に編集した週刊誌に変更した「競馬ファン週報」が発行されたのを契機に、競馬雑誌が月刊から週刊に移行していった。一方で、月刊誌のまま発行を続けた「馬の世界」や「馬之友」は姿を消した。
また同年、関西地方の競馬ファン向けに「ダービー」という雑誌が創刊された。この雑誌は戦時中にいったん廃刊となったが戦後復活して日刊紙「競馬ダービー」を発行し、競艇にも進出している。
1933年（昭和8年）に、2013年現在も日刊紙「研究ニュース」として発行されている「競馬研究」が創刊された。当初は週刊誌のみで、翌週の競馬予想記事が中心で出馬表の発行も行っていた。
1938年（昭和13年）には、「競馬ファン週報」の地方競馬版記者であった白井新平が独立し、関東地方の地方競馬専門誌として「競馬週報」を創刊した。「競馬週報」はのちに公認競馬も取り上げる様になり、戦後に復刊してからも1972年（昭和47年）まで発行された他、予想紙として「ケイシュウNEWS」を発行する様になった。
以後、競馬の発展とともにさらに幾つかの雑誌が発行されたものの、1940年（昭和15年）の強制廃刊命令により、当時発刊されていた雑誌・出馬表が廃刊となり、関東地方は「馬事日本」に、関西地方は「馬事通信」という雑誌・出馬表に統合された。さらに1943年には「馬事日本」が「馬事通信」を吸収する形で統一されたが、程なく競馬開催が停止になり、「馬事日本」の発行も中止された。
一方、1941年（昭和16年）には日本競馬会の機関誌として「優駿」が創刊された。それまで存在していた競馬雑誌の補完も兼ねた存在であり国策協力の観点から用紙配給も受けられていたが、競馬開催の停止により1945年（昭和20年）に休刊となった。

### 戦後
1946年（昭和21年）の競馬復活後、関東においては戦前に発行されていた「競馬週報」と「競馬研究」が、関西では「競馬ファン」、「ダービー」に加え「競馬ニホン」、「競馬ブック」および「競走馬」の5誌が雑誌として発行された。いずれも戦前発行の競馬雑誌とは異なり、主に当該週の競走の予想を中心としたものであったが「競走馬」はすぐに廃刊となった。このほか「週刊馬」が関東・関西それぞれの地域で発行されたが、関西版は昭和30年代に廃刊された。
また「優駿」も復刊し、国営競馬を経て後に設立された日本中央競馬会の機関紙となる。
その後、報知新聞社より「週刊競馬報知」（後の「ファンファーレ」）、「勝馬」社より「週刊勝馬」などが発行されたが週刊誌の売れ行きは思わしくなく次第に淘汰され、2019年時点では「競馬ブック」と「週刊Gallop」の2誌のみとなっている。
一方、月刊誌としての競馬雑誌も1990年代の競馬ブームの折を中心に発行され、これらはテレビゲーム『ダービースタリオン』（ダビスタ）シリーズのブームにも乗る形で1990年代後半の一時は乱立の様相も呈したが、こちらも21世紀に入って以降は競馬ブームの退潮やダビスタブームの終焉により過当競争・部数減となった挙句に大半が姿を消し、「競馬の天才!」（メディアボーイ）など一部のみ刊行が続けられている。
また、地方競馬を専門に取り扱う雑誌も数冊存在したが地方競馬全国協会の機関紙「ハロン」も含めて定期刊行物としてはすべて姿を消している。

## 発行と内容
週刊誌については、発行は原則として競馬開催日の翌日で主要駅の売店、コンビニエンスストア、書店で発売される。
内容は、翌週行われる特別競走・重賞競走登録馬を掲載し現段階での記者陣の予想や各馬の能力比較、調教の様子などを掲載する。また前週に行われた競走の結果や出走馬の寸評、競馬界のニュースを掲載。そのほかに連載の読み物や世界各国の主要競走の結果なども掲載している。
月刊誌については、各誌の記事を参照のこと。